# Зимний солдат (Мстители: Величайшие герои Земли)
«Зимний солдат» (англ. Winter Soldier) — двадцать первый эпизод второго сезона американского мультсериала «Мстители: Величайшие герои Земли».

## Сюжет
В 1945 году Капитан Америка и Баки Барнс находят бактериологическое оружие на базе «Гидры», а в настоящем туда приходит Зимний солдат и сталкивается с роботом Спящим. Кэп допрашивает Красного Черепа в его камере, и злодей не отвечает ему, кто такой Зимний солдат. Другой Спящий нападает на тюрьму, и Стив Роджерс идёт бороться с роботом. К нему на помощь приходят Железный человек и Мисс Марвел. Не без усилий они справляются со Спящим, а потом Капитан Америка обнаруживает, что Красный Череп сбежал. Мстители выясняют, что робот не один, и Кэп хочет найти Зимнего солдата из-за своего предчувствия. Он приходит к Нику Фьюри, и последний рассказывает, что Зимний солдат — хладнокровный убийца, который расправился с его отрядом, когда те закладывали бомбу на базе «Гидры». Тогда же Ник лишился глаза. Вместе они находят его, и там же Спящий. Фьюри хочет напасть на Зимнего солдата, но они видят, что он борется с роботом. Вместе они заманивают Спящего к обрыву и сбрасывают вниз. После Кэп обращается к Зимнему солдату как к Баки, но тот нацеливается на Стива. Фьюри бросается на Зимнего солдата, но потом Роджерс успокаивает их. Баки рассказывает, что Красный Череп заменил его потерянную руку железной и замораживал между миссиями. Он ругается с Фьюри, но Капитан Америка считает, что нужно остановить Красного Черепа.
Спящие движутся к Капитолию и объединяются в единого робота с головой Красного Черепа. Мстители не могут остановить его. Тогда прилетают Кэп и Зимний солдат, которые проникают внутрь робота. Как в старые времена, они проходят ловушки и находят Красного Черепа. Он примагнитил героев к стене и говорит, что хочет сделать Капитана Америка таким же рабом, как и Баки, замораживая того на определённое время. Барнс не хочет допустить этого и выбирается из ловушки, освобождая Кэпа. Красный Череп сбегает, потому что робот выходит из строя. Мстители не позволяют ему упасть на Капитолий, а Стив спасает товарища. Десантировавшийся Красный Череп цепляется парашютом к вышке и застревает. После Капитан Америка просит Баки пойти с ним, но Барнс отвечает, что ему нужно разобраться в себе. Останки робота взрываются, и кажется, что они задели Зимнего солдата. Однако он отвечает Кэпу по рации, что с ним всё в порядке.

## Отзывы
Джесс Шедин из IGN поставил эпизоду оценку 7,6 из 10 и написал, что «сценаристы не предложили никаких дополнительных объяснений, почему Баки внезапно смог избавиться от влияния Красного Черепа после десятилетий промывания мозгов». Критик отметил, что «вместо этого серия погрузилась прямо в его текущую миссию, которая, как мы в конце концов узнали, была попыткой избавиться от роботов „Гидры“ Красного Черепа». Рецензент задался вопросом: «Если у Красного Черепа были эти гигантские, почти неуязвимые машины, лежащие на складе, почему он потратил годы на проникновение в правительство США, когда с их помощью мог бы причинить немедленный и более значительный ущерб?». Шедин посчитал, что «финальная битва была не такой уж зрелищной, как могла бы быть, но, по крайней мере, мы смогли увидеть, как Кэп и Баки снова объединились, чтобы побить Красного Черепа».